# Storyville Story
Storyville Story è il sedicesimo album di Mauro Ottolini registrato durante i live del sestetto il 31 dicembre 2018 ad Orvieto durante Umbria Jazz e il 21 luglio 2019 al Teatro Morlacchi di Orvieto.

## Tracce
1. Bourbon Street Parade – 2:49 (Paul Barbarin)
2. Beale Street Blues – 7:58 (W. C. Handy, Luther Jr. Henderson)
3. Atlanta Blues - Make me one pallet on your floor – 3:59 (W.C. Handy)
4. Nobody knows you when you're down and out – 4:05 (James Cox)
5. New Orleans – 5:38 (Hoagy Carmichael)
6. Hesitating Blues – 4:50 (W.C. Handy)
7. Si tu vois ma mère – 4:44 (testo: Vanessa Tagliabue Yorke – musica: Sidney Bechet)
8. The crave – 3:15 (Jelly Roll Morton)
9. St. Louis Blues (brano musicale) (W.C.Handy)
10. Bleeding hearted Blues – 3:43 (Austin Lovie)
11. Memphis Blues – 6:06 (testo: Chittison Herman – musica: W.C. Handy)
12. Swing brother swing (Walter Bishop, Lewis Raymond, Clarence Williams)
13. Aunt Hagar's children Blues – 6:03 (W.C.Handy)

## Formazione
- Mauro Ottolini - trombone
- Fabrizio Bosso - tromba
- Vanessa Tagliabue Yorke - voce
- Paolo Birro - pianoforte
- Paolo Mappa - batteria
- Glauco Benedetti - sousafono

## Concerti
- 20 novembre 2018, Borgo Valsugana
- 31 dicembre 2018, Orvieto, Sala Expo, Umbria Jazz
- 15 maggio 2019, Vivenza, Vicenza Jazz
- 19 giugno 2019, Verona, Teatro romano di Verona, Verona Jazz
- 20 luglio 2019, Tolfa, Tolfa Jazz
- 10 agosto 2019, Campo di Brenzone sul Garda, 3° Brainzone Music Festival, Notti Magiche
- 21 luglio 2019, Perugia, Teatro Morlacchi, Umbria Jazz
- 09 settembre 2020, Roma, Casa del Jazz
- 24 ottobre 2020, Piacenza, Collegio Alberoni Sala degli arazzi, Piacenza Jazz Fest
- 01 agosto 2021, Monteroduni, Eddie Lang Jazz Festival
- 10 settembre 2021, Treviso, Teatro Del Monaco, Treviso Suona Jazz Festival
- 28 agosto 2021, Fort l'Écluse, Jazz in Fort l'Ecluse